# Boda secreta
Boda secreta es una película coproducción de Argentina, Canadá y Holanda dirigida por Alejandro Agresti según su propio guion que fue estrenada en Canadá el 18 de agosto de 1989 pero nunca fue estrenada comercialmente en Argentina y que tuvo como protagonistas a Floria Bloise, Mirta Busnelli, Tito Haas y Elio Marchi.
Fue galardonada como la mejor película en el Festival de Cine Internacional de Holanda de 1990.

## Sinopsis
La policía detiene a un hombre que aparece desnudo, caminando perdido a la salida de la terminal de subtes en Buenos Aires. Al llevarlo a la estación de policía se averigua que no hay datos de él en los últimos 12 años. Él solo recuerda la novia que entonces dejó en su pueblo.
Lo liberan y decide viajar a su pueblo.

Ahí encuentra increíblemente a su novia Tota (Mirta Busnelli) que no lo reconoce, y que al perder las noticias de su novio comenzó a tener problemas emocionales severos. Como estrategia para estar cerca de ella Fermín (Tito Haas) decide quedarse cerca de ella como amigo, y mientras reconstruye su propia historia perdida comienza a revivir la situación opresiva del pueblo y. en especial, por los manejos políticos del cura del lugar (Nathan Pinzón).

Fermín comienza. sin advertirlo, a repetir la misma lucha contra los mismos poderes que en los años 70 lo había hecho desaparecer.

Una excelente obra de Alejandro Agresti que en clave de comedia introduce un tremendo drama. Hasta el 2004 esta película solo se podía ver en algún cineclub de Buenos Aires, en las retrospectivas del director.

En junio de 2004 el Canal 7 transmitió por primera vez Boda Secreta para todo el país.

En muchos de sus trabajos Agresti insertó la problemática de la dictadura argentina ocurrida entre marzo de 1976 y diciembre del 1983 y las devastadoras consecuencias sociales, políticas y culturales que dejó a la población argentina. Los desaparecidos que podían aparecer en una llamada telefónica de larga distancia en Todos quieren ayudar a Ernesto (1991), un pueblo muy particular podía comunicarse de manera entrecortada porque le habían llegado las películas cortadas por la censura, en El viento se llevó lo que (1998), o los antiguos torturadores podían pasar desapercibidos como personal de seguridad en shoppings en Buenos Aires Viceversa (1994); solo para mencionar algunos casos.

## Reparto
- Floria Bloise	...	Doña Patricia
- Mirta Busnelli	...	Tota
- Tito Haas	...	Fermín
- Elio Marchi...	Leandro
- Enrique Morales
- Nathán Pinzón...	Pastor
- Sergio Poves Campos	...	Pipi
- Carlos Roffé	...	Merello
- Ernesto Ciliberti
- Susana Cortínez
- Raul Santangelo
- Alfredo Noberasco
- Ernesto Arias
- Enrique Mazza …Policía 2
- Hugo Padula
- Ariel Chichizola
- Carlos Larrache

## Comentarios
El Amante del Cine dijo en 1993:

”Boda secreta tiene rasgos de obra maestra. Hay una cercanía con los personajes, una ternura y un lirismo asombrosos. Se habla de una cadencia musical extremadamente cuidada.”